# Municipio de Mount Carroll
El municipio de Mount Carroll (en inglés: Mount Carroll Township) es un municipio ubicado en el condado de Carroll en el estado estadounidense de Illinois. En el año 2010 tenía una población de 2279 habitantes y una densidad poblacional de 23,4 personas por km².

## Geografía
El municipio de Mount Carroll se encuentra ubicado en las coordenadas 42°4′11″N 90°1′56″O / 42.06972, -90.03222. Según la Oficina del Censo de los Estados Unidos, el municipio tiene una superficie total de 97.4 km², de la cual 97,21 km² corresponden a tierra firme y (0,19 %) 0,19 km² es agua.

## Demografía
Según el censo de 2010, había 2279 personas residiendo en el municipio de Mount Carroll. La densidad de población era de 23,4 hab./km². De los 2279 habitantes, el municipio de Mount Carroll estaba compuesto por el 97,98 % blancos, el 0,39 % eran afroamericanos, el 0,09 % eran amerindios, el 0,57 % eran asiáticos, el 0,13 % eran de otras razas y el 0,83 % eran de una mezcla de razas. Del total de la población el 2,54 % eran hispanos o latinos de cualquier raza.